# Kvalsvik
Kvalsvik är en tidigare tätort i Herøy kommun i Møre og Romsdal fylke i västra Norge. Orten ligger vid änden av fylkesväg 5880, på den norra delen av ön Nerlandsøya, nordväst om staden Fosnavåg.
Sedan 2013 räknas orten inte längre som en tätort.